# 发展研究中心
发展研究中心（英語：Centre for Development Studies，簡稱CDS）是一個位在印度喀拉拉邦特里凡得琅的社会科学研究机构。其主要目标是促进研究、教学和培训以促进相关领域的发展。该研究中心于1971年由经济学教授K·N·拉傑成立。

## 概述
它由传奇的经济学教授K.N.Raj于1971年设立。发展研究中心(CDS)是一个以其应用中的经济学和社会-经济发展、教育和培训方案主题有密切关系的研究著名的自治机构。TCDS位于蒂鲁文南特布勒姆市的一个小村庄Prasanth Nagar。它对于公路运输、铁路运输和航空运输都十分便捷。占地10英亩的校园由已故的Laurie Baker设计和交付。CDS的K. N. Raj图书馆是印度南部最大的图书馆之一，拥有超过1,700,000种经济学和相关学科的书籍，并订阅了约260种印刷和1800种在线专业期刊。它的教职员工人数约为20人。
在CDS的研究被分为六个不同的主题：
- 农业和自然资源
- 性别、移民、人口
- 健康和教育
- 贫穷、脆弱性和社会安全
- 行业
- 贸易和技术

第七个是前六个主题相关的交叉主题，分析全球化对每前六个主题的影响。
CDS的教学项目包括：
- 两年的应用经济学学士学位项目
- 两年的应用经济学硕士学位项目
- 四年的经济学的博士学位项目。

以上三个项目现在附属于新德里的贾瓦哈拉尔·尼赫鲁大学。碦拉拉邦大学也认可CDS作为其博士研究中心。此外，它有一定数量的短时间的临时培训课程。

## 组织结构
该中心的核心财政支持来自喀拉拉邦政府和印度社会科学研究理事会。印度储备银行和规划委员会已在CDS的选定区域设立了捐赠单位来进行研究。印度事务部的海外联邦部在CDS设立了一个移民部门，负责研究与印度国际移民有关的问题。 
CDS的管理部门由来自印度各地的经济学家所组成的管理机构担任。它遵循一个独特的治理风格--权力下放，通过各种机构协助主任的管理。
该理事机构当前的主席是Shri. K. M. Chandrasekhar。目前的执行董事是Sunil Mani教授。

## 校友
- Ashoka Mody（英语：Ashoka Mody），查尔斯和玛丽·罗伯逊在普林斯顿大学伍德罗·威尔逊学院的，公共和国际事务中的国际经济政策的访问教授，以及公共和国际事务的讲师。
- Haseeb Drabu（英语：Haseeb Drabu），查谟和克什米尔的财政部长，以及查谟和克什米尔银行前主席兼首席执行官。
- J Dennis Rajakumar，经济和政治周刊研究基金会的主任。
- Jeemol Unni，经济学教授和阿南德农村管理机构的主任。
- Thomas Isaac（英语：Thomas Isaac）博士
- Rakesh Basant（英语：Rakesh Basant）
- Sanjay Baru（英语：Sanjay Baru）
- Tirthankar Roy

## 研究
1. 农业、水和自然资源：印度各区域农业增长的步伐和模式，重点关注价格和非价格因素的在农业增长中的作用。 贸易自由化和农业：机遇和挑战因素、农业和非农业就业的过程和决定因素。灌溉发展模式的改变以及其与农业发展联系；农业和非农业部门用水的改变模式；水的定价；水资源管理的体制和技术问题以及、河流流域与地方之间的水共享问题。农业发展和环境退化之间的联系；宏观经济政策；自然资源利用和环境保护。
2. 性别与发展：两性平等与发展；公共支出选择的性别分析和特定的宏观和部门政策的性别影响。全球化的影响，新信息技术，艾滋病毒/艾滋病传播以及和来自性别偏见的人口老龄化问题。妇女在传统指标（如教育，就业，收入）和非传统指标（自治，声音，家庭暴力）两方面的地位。妇女赋权的发展政策和方案的有效性; 通过微观层面的具体战略和干预措施，记录妇女赋权的“最佳做法”。针对性别问题的具体限制因素/障碍(包括劳动的成本以及生殖权利和财产权利)，并逐步实现两性平等；基于权利的办法处理两性平等。性别、发展和参与公共领域。在喀拉拉邦 '性别'的发展历史。
3. 工业、贸易和技术：在工业组织新出现的问题：进入和退出的模式，公司战略、共谋行为和竞争不断变化的本质，同时特别强调对公司合并和收购行为的影响。行业的具体研究依靠的主要数据和深入的个案研究，以解开这个重点放在公司间的关系和生产网络全球一体化的进程。创新的模式，他们扩散的来源和程度，竞争不断变化的本质的作用，创新的收益、创新的小型企业通过知识的集群、网络和合作研究和发展进行谈判，全球化。创新系统和技术能力的增强，具体涉及不同代理人（和公共政策）在研发全球化背景下的作用，特别强调本土技术的作用和创新管理。扩散的壁垒和技术路径的依赖程度。与增长、竞争力、就业、生产力和重新分配有关的"新经济" 所带来的挑战和机遇。
4. 移民：移民之间的联系，经济增长、收入分配和社会变化。
5. 人口和人的发展：人口转变导致人口年龄结构发生变化及其对人力资本，储蓄和经济增长的影响。在健康、营养和教育在全球化时代社会经济不平等现象及其决定因素。老年人的社交、经济和健康安全问题。
6. 贫穷、脆弱性和社会保障：在能力方法框架贫穷和福祉的多面性。在由于自然灾害和不断变化的经济和社会政策风险和不确定性该背景下的脆弱性的应付机制和生计战略。一个设计用于在各个层面与贫穷作斗争的普遍的社会保障。从人权角度看发展的概念和实践; 贫困是对发展权的侵犯及其对无论在过去和现在不同具体情况的影响解释。社会保障在全民覆盖，人类发展和经济增长中的联系。
7. 交叉主题： 
  1. 全球化和发展：全球化的社会层面，注重国家和区域问题，例如就业、社会安全和人民运动。国家和区域经济体的世贸组织协定及其影响。
  2. 国际资本流动影响：国际贸易的非关税壁垒和国家政策反应。
  3. 全球化下的环境与可持续发展。

## 研究单位和资金
- 林业发展部门(NRPPD)国家研究项目
- 规划委员会发展经济学捐赠部
- 印度储备银行经济发展捐赠部
- 喀拉拉邦地方自治政府捐赠单位
- 印度海外联邦事务部国际移民研究单位
- 琼·鲁滨逊捐赠基金
- P.K.Gopalakrishanan捐赠基金
- B.G.库马尔捐赠基金
- A.D.Neelakantan捐赠基金

## 校园
CDS位于在西北部的城市蒂鲁文南特布勒姆的一个住宅区，叫Prasanthnagar。该10-英畝（40,000-平方）校园由建筑大师劳里·贝克设计和建造的建筑师，显现了他的自适应的建筑方法的风格和哲学。CDS的图书馆现在是南印度最大的图书馆之一，它在经济学领域有超过的125000个主题，以及订约了400个相关学科的专业期刊。该图书馆正处于被自动化的过程中。